# HMP Askham Grange
HMP Askham Grange (His Majesty’s Prison Askham Grange) – więzienie typu otwartego dla kobiet i młodocianych przestępczyń, zlokalizowane we wsi Askham Richard w hrabstwie ceremonialnym North Yorkshire w Anglii. Więzienie zarządzane jest przez agencję rządową Jej Królewską Służbę Więzienną (Her Majesty’s Prison Service). W sierpniu 2020 miało pojemność operacyjną 128 i przetrzymywało 79 więźniarek. 

## Historia
Więzienie Askham Grange zostało otwarte w styczniu 1947 r. jako otwarte więzienie dla kobiet i było pierwszą tego typu placówką w kraju. 
W 1979 r. dwie osadzone Jenny Hicks i Jackie Holborough teatr Clean Break, który działa do dziś i ma powiazania z większością więzień dla kobiet w Wielkiej Brytanii. 
W 1997 roku w więzieniu nakręcono film dokumentalny "Witness: Babies Behind Bars" ("Świadek: Dzieci za kratkami") wyemitowany na kanale Channel 4.  
W 2001 roku dwie więźniarki rozpoczęły walkę sądową o prawo do zatrzymania ich dzieci w więzieniu powyżej 18 miesiąca życia (na tym etapie dzieci są zabierane przez system opieki). Sprawę przegrały, aczkolwiek zapoczątkowała ona debatę na temat praw matek i ich dzieci przebywających w więzieniu.

## Askham Grange dziś
Askham Grange przyjmuje dorosłe kobiety i młodociane przestępczynie (18-21 lat). Może pomieścić dziesięć kobiet, które mogą opiekować się dzieckiem lub dziećmi w pełnym wymiarze godzin podczas odbywania kary. Głównym celem więzienia jest reintegracja więźniarek ze społeczeństwem i przygotowanie do życia poza murami więzienia. Osadzone, które odbyły trzy lata lub więcej zasądzonej kary w innych placówkach, są przenoszone do Askham Grange, maksymalnie na trzy ostatnie lata.
Zakwaterowanie składa się głównie ze zbiorczych sal sypialnych, aczkolwiek są też cele jednoosobowe. Wszystkie więźniarki w oddziale dla matek i dzieci mają własne pokoje. Dział edukacji więziennej koncentruje się głównie na umiejętnościach zawodowych i wiele więźniarek ma zapewnione miejsce pracy jeszcze przed opuszczeniem zakładu karnego, w ramach programu resocjalizacyjnego.
Więzienie posiada zewnętrzne centrum ogrodnicze i kawiarnię (The Grange Coffee Shop and Garden Centre), które są otwarte dla ogółu społeczeństwa siedem dni w tygodniu, a także centrum konferencyjne. Obsługiwane są przez więźniarki, w ramach przygotowania do życia po zakończeniu kary.

## Znane byłe więźniarki
- Tracie Andrews – skazana za zasztyletowanie jej narzeczonego Lee Harveya[6];
- Mary Bell – nieletnia zabójczyni dwójki dzieci, przebywała w Askham Grange, tuż przed zwolnieniem w 1980 roku.
- Helen John – aktywistka na rzecz pokoju, była przetrzymywana w Askham Grange za uszkodzenie mienia, jednocześnie startując w wyborach parlamentarnych przeciwko Tony'emu Blairowi z okręgu wyborczego Sedgefield w 2001 i 2005 roku[7].